# Beyerville, Arizona
Beyerville je naseljeno područje za statističke svrhe u američkoj saveznoj državi Arizona. Prema popisu stanovništva iz 2010. u njemu je živjelo 177 stanovnika.